# Arthur Hastings
Satnik Arthur Hastings, OBE je fiktivni lik iz romana Agathe Christie. U romanima on je prijatelj pomoćnik Herculea Poirota. Prvu pojavu imao je u njenom prvom romanu Misteriozna afera u Stylesu. U djelima on je uglavnom pripovjedač. Povučemo li paralelu između Poirota i Holmesa onda bi Hastings bio paralelan Dr. Watsonu jer imaju istu ulogu.
Hastings je bio sretno oženjen i živi na ranču u Argentini. Imao je dvije kćeri i dva sina. Najmlađa kći mu se zove Judith, a druga kći, Grace, živi s mužem u Indiji.